# Mycosyrinx cissi
Mycosyrinx cissi är en svampart som först beskrevs av Augustin Pyrame de Candolle, och fick sitt nu gällande namn av Günther von Mannagetta und Lërchenau Beck 1894. Mycosyrinx cissi ingår i släktet Mycosyrinx och familjen Mycosyringaceae.   Inga underarter finns listade i Catalogue of Life.